# Rencontre Ados
 (novembre 2023).
La mise en forme du texte ne suit pas les recommandations de Wikipédia : il faut le « wikifier ».
Les points d'amélioration suivants sont les cas les plus fréquents. Le détail des points à revoir est peut-être précisé sur la page de discussion.
- Les titres sont pré-formatés par le logiciel. Ils ne sont ni en capitales, ni en gras.
- Le texte ne doit pas être écrit en capitales (les noms de famille non plus), ni en gras, ni en italique, ni en « petit »…
- Le gras n'est utilisé que pour surligner le titre de l'article dans l'introduction, une seule fois.
- L'italique est rarement utilisé : mots en langue étrangère, titres d'œuvres, noms de bateaux, etc.
- Les citations ne sont pas en italique mais en corps de texte normal. Elles sont entourées par des guillemets français : « et ».
- Les listes à puces sont à éviter, des paragraphes rédigés étant largement préférés. Les tableaux sont à réserver à la présentation de données structurées (résultats, etc.).
- Les appels de note de bas de page (petits chiffres en exposant, introduits par l'outil «  Source ») sont à placer entre la fin de phrase et le point final[comme ça].
- Les liens internes (vers d'autres articles de Wikipédia) sont à choisir avec parcimonie. Créez des liens vers des articles approfondissant le sujet. Les termes génériques sans rapport avec le sujet sont à éviter, ainsi que les répétitions de liens vers un même terme.
- Les liens externes sont à placer uniquement dans une section « Liens externes », à la fin de l'article. Ces liens sont à choisir avec parcimonie suivant les règles définies. Si un lien sert de source à l'article, son insertion dans le texte est à faire par les notes de bas de page.
- La présentation des références doit suivre les conventions bibliographiques. Il est recommandé d'utiliser les modèles {{Ouvrage}}, {{Chapitre}}, {{Article}}, {{Lien web}} et/ou {{Bibliographie}}. Le mode d'édition visuel peut mettre en forme automatiquement les références.
- Insérer une infobox (cadre d'informations à droite) n'est pas obligatoire pour parachever la mise en page.

Pour une aide détaillée, merci de consulter Aide:Wikification.
Si vous pensez que ces points ont été résolus, vous pouvez retirer ce bandeau et améliorer la mise en forme d'un autre article.
Rencontre Ados est un réseau social francophone destiné aux adolescents et aux individus âgés de 13 à 25 ans. Se présentant comme un site de rencontres, il est essentiellement connu pour les controverses dues aux activités pédophiles.

## Histoire
Le site internet est créé en 2006 par le belge Thomas Mester.

## Structure du site
Il se présente comme un site de rencontres, et est essentiellement connu par les controverses dues aux activités pédophiles. Les rencontres entre adolescents sont permises par une messagerie privée et des discussions publiques sous la forme de forums.

## Controverses
En 2013, Rencontre-Ados fait partie des sites de rencontres pour adolescents épinglés comme inquiétants par les parents, journalistes et psychologues. Ils critiquent notamment le calquage sur les pratiques adultes ainsi que le risque de cyberharcèlement .

## Accusations de pédo-criminalité
Dès 2013, des journalistes s'infiltrent sur le site pour dévoiler une présence abondante d'activités pédophiles. Libération publie aussi une enquête de ce type en 2019, pointant du doigt des conversations à caractère sexuel ainsi que des propositions inappropriées faites aux mineurs. Fin 2021, des journalistes du Figaro et du Monde font les mêmes constats après une infiltration sur le site,.
Par ailleurs, plusieurs faits divers en France, en Belgique et au Québec sont liées à des rencontres via Rencontre-Ados,,.
Le site est néanmoins mis sur le devant de la scène à l'été 2023, lorsque la militante Sabrina Erin Gin publie une alerte sur son compte Instagram pour dénoncer les dérives du site ; l'association Young and Safe se saisit de l'affaire et appelle les internautes à signaler le site auprès de la plateforme Pharos. Le 24 août 2023, le ministre délégué au Numérique Jean-Noël Barrot annonce avoir pris en compte ces signalements et avoir saisi la procureure de la République. Google décide de supprimer à la même date l'application Rencontre-Ados de son Play Store pour "non-respect des règles du magasin d'applications".